# Kérdés
Egy kérdés alapvető célja az információszerzés. A kérdező akkor kérdez, amikor nem tud valamit, vagy a válaszoló tudását szeretné felmérni. A válaszoló (amennyiben együttműködik) megadja a kért információt vagy annak a számára ismert részletét. Ha a kért információ egyáltalán nem áll rendelkezésére, akkor ezt kell elmondania. Ez a kérdés-válasz dialógus normál esete, viszont a kérdésre a válasz lehet elutasító, illetve vannak kérdések, amelyek nem feltétlenül információszerzésre szolgálnak (például: Van tüzed?).

## Strukturális nézőpont - kérdések grammatikai szerkezete
A kérdések a válasz formája alapján 3 típusra oszthatóak.

### Kiegészítendő kérdések
Amikor a témába vágó állításokból viszonylag szabadon gazdálkodhatunk:
Miről volt szó a múlt heti órán?
Meddig tartanak nyitva?

### Eldöntendő kérdések
Amikor igennel vagy nemmel válaszolhatunk:
Írhatok dolgozatot a meg nem tartott referátum helyett?
Fizethetek hitelkártyával?

### Választó kérdések
Amikor a válasz a felsorolt lehetőségek valamelyike:
Kollokvium lesz vagy gyakorlati jegyet kapunk?
Mustárt vagy ketchupot kérsz hozzá?

## Funkcionális nézőpont
A funkcionális nézőpont szerinti vizsgálódásnál a kérdések feladatából, szerepéből indulunk ki. Egy párbeszédben a kérdés feltevése már önmagában meghatározza azt, hogy milyen információra van szükségünk, ezzel együtt azoknak az állításoknak a halmazát, amik válaszként értelmezhetőek. Ezeket előzetes tudásunk alapján tudjuk meghatározni.
A válasz lehet direkt, egyenes válasz, vagy indirekt. Az előbbi pontosan a kért információt közli, utóbbi viszont annak csak egy részét, vagy éppen annyit sem - ez esetben mellébeszélésről beszélünk.
Egy kérdést akkor tekinthetünk hibásnak a racionális vitában, ha az veszélyezteti a válaszadó fél álláspontját. Ebből a szempontból tehát megsérti azt a pragmadialektikai szabályt, mely szerint az álláspontok tisztázásának lehetőségét mindig tiszteletben kell tartani. Akkor is hibás egy kérdés, ha nem lehet az alapján felismerni, hogy milyen információt szeretne a kérdező megtudni, azaz nem világos a kérdés. Fontos kikötni azonban, hogy a kérdés minőségét (hibás-e vagy sem) mindig a kérdezett álláspontjához való viszonya, a kérdezés kontextusa határozza meg. 

### Túl általános kérdés
A túl általános kérdésből nem derül ki, hogy pontosan mit szeretne megtudni a kérdező, mivel túl tágra nyitja a válaszlehetőségek sorát. Ez pedig mellébeszélésre adhat lehetőséget. Akkor lehet egy ilyen kérdés legitim, ha a kérdezettet ezáltal szeretnénk jobban megismerni vagy bemutatni, és a mondanivalójának bármelyik része érdekes lehet akár a kérdező, akár egy esetlegesen jelenlévő harmadik fél (pl. közönség) számára. Amennyiben hibás kérdésként értelmezzük, úgy tudjuk kivédeni a leghatékonyabban, ha igyekszünk leszűkíteni a kérdés által felölelt területet, és kiderítjük, hogy mi is pontosan a kérdés oka és célja.
Pl.: Mi a véleménye erről a jelenségről?

### Agresszív kérdés
Az agresszív kérdésre nem lehet anélkül egyenes válasszal válaszolni, hogy veszélyeztetné a kérdezett az álláspontját. Ilyenkor általában a kérdezettet arra kényszeríti a kérdező, hogy két (illetve mindenképpen leszűkített számú), ráadásul rossz válaszlehetőség közül válasszon. Persze ez is kontextusfüggő. A jó válaszolási stratégia az, ha először rámutatunk arra, hogy hibás a kérdés, majd helyette megfogalmazzuk a megfelelőt, amit meg is válaszolunk utána. Az első lépéssel jelezzük, hogy nem tudunk a kérdésre egyenes választ adni, mégis figyelni kell azonban, hogy ne forduljon át ez a megoldás mellébeszélésbe.
Pl.: Szerinted Béla ezt direkt csinálja vagy tényleg ennyire buta?

### Komplex kérdés
Egy komplex kérdés esetén nem adható egyetlen válasz, mert túl sokat kérdez egyszerre, ezért a kért információ nem világos. A kérdező egyértelmű és vitatott kérdések összekapcsolásával akar az utóbbira is azonos választ úgy, hogy azt sugallja, ezek összefüggenek és csak egyetlen kérdésről van szó. A válaszoló rámutathat, hogy ezek nem függenek össze, helytelen az összekapcsolás, ezért külön-külön válaszolhat, vagy visszakérdezhet. Ezenkívül lehetősége nyílik mellébeszélni, mert nincs kikényszerítve egyenes válasz, tehát könnyen kibújhat a válaszadás alól. Ha mégis egyenesen válaszolna, akkor az nem értelmezhető.
Pl.: Támogatja-e a nyári olimpiai játékok megrendezését és ezáltal a magyar gazdaság fellendülését?

### Túl sokat állító kérdés
A túl sokat állító kérdésekben olyan előfeltételek vannak megfogalmazva, amelyek állításai mellett egy egyenes válasz esetén a válaszoló automatikusan elköteleződik. Ezek az előfeltételek nincsenek külön megkérdezve és általában veszélyesek a kérdezett álláspontjára. Ilyen veszély lehet az a pszichológiai hatás, ha bogarat ültet a harmadik fél fülébe, így máris kellemetlen irányba sodorhatja bizonyos állítások puszta feltételezésével is a kérdezett álláspontját. A válaszoló több hibába is eshet ilyenkor. Egyenes válasz esetén megerősíti az előfeltevéseket, ezenkívül a kérdés visszautasítása vagy kitérő válasz adása is rossz stratégia. Az előfeltevések tagadásával pedig áthárul a bizonyítás kényszere a válaszolóra, és lehet, hogy észre sem vett minden állítást. Ezért a legjobb stratégia az, hogy visszakérdezéssel számon kérjük a kérdezőn az előfeltételek bizonyítását.
Pl.: Te szereted ezt a monoton munkát, amit nap mint nap el kell végezned?

## Külső hivatkozások
- Informális logika
- Margitay Tihamér: A érvelés mestersége. Typotex Kiadó, Budapest, 2007. 517-534. oldal